# Aija Nupbai
Aija Nupbai (kasachisch Айжа Нупбай, engl. Transkription Aiya Nupbay; * 22. Mai 2006) ist eine kasachische Tennisspielerin.

## Karriere
Nupbai begann mit acht Jahren das Tennisspielen und bevorzugt Sandplätze. Sie spielt vorrangig auf der ITF Women’s World Tennis Tour, wo sie aber noch keinen Titel gewinnen konnte.
2022 erhielt sie im Juli zusammen mit Assylschan Arystanbekowa für das Doppel des mit 60.000 US-Dollar dotierten President’s Cup eine Wildcard, wo die beiden aber bereits in der ersten Runde gegen Shavit Kimchi und Ankita Raina mit 1:6 und 4:6 verloren.
2023 erhielt sie zusammen mit Arystanbekowa jeweils eine Wildcard für die BeeTV Women’s 40 und BeeTV Women’s II, wo sie aber ebenfalls bereits in der ersten Runde verloren.